# حصار مجمع الشفاء الطبي
حصار مجمع الشفاء الطبي هو حصار فرضته قوات الاحتلال الإسرائيلي منتصف نوفمبر 2023 على مجمع الشفاء الطبي وهو مجمع طبي حكومي يعتبر أكبر مؤسسة صحية طبية داخل قطاع غزة، ويضم ثلاث مستشفيات تخصصية هي مستشفى الجراحة ومستشفى الباطنة ومستشفى النساء والتوليد، وتبلغ قدرته السريرية الإجمالية 564 سرير. أدعت قوات الإحتلال الإسرائيلي أن في المجمع مركز قيادة وسيطرة تابع لحركة حماس. تبع الحادثة عملية اقتحام كبرى ثانية نفذتها قوات الاحتلال الإسرائيلي في مارس 2024.
شن جيش الاحتلال الإسرائيلي هجوماً برياً على قطاع غزة في مساء يوم 27 أكتوبر، وسط سلسلة من الغارات الجوية واسعة النطاق وقطع للإتصالات والإنترنت في غزة. وخلال الاجتياح احاطت قوات الاحتلال الإسرائيلي بالمستشفى وطوقته وعزلته عن باقي قطاع غزة في 11 نوفمبر. وذكرت وزارة الصحة الفلسطينية في قطاع غزة، فقد كان المشفى يحتوي على 1,500 مريض، ومثلهم من العاملين في المجال الطبي، ونحو 15 ألف نازح بحثوا عن ملجأ داخل المستشفى.  أدعت قوات الإحتلال الإسرائيلي وراعيتها الولايات المتحدة أن حماس تدير مراكز أو "عقد" قيادية من تحت المستشفى، وهو ما نفته إدارة المستشفى وحركة حماس،  وطلبت الإدارة من المجتمع الدولي إرسال خبراء أمنيين للتحقق من الادعاءات الإسرائيلية. نتيجة الحصار تم وضع أكثر من 100 جثة في فناء المستشفى، ثم دُفنت لاحقًا من قبل الطواقم الطبية في مقبرة جماعية. وفي 15 نوفمبر أعلنت قوات الاحتلال الإسرائيلي أنها دخلت المستشفى بعد قتل مقاتلين في الخارج، وأنها عثرت على مركز قيادة لحماس وأسلحة ومعدات تكتيكية.
ذكرت صحيفة "ذا غارديان" وشبكة "سي إن إن" بعد جولة إعلامية أن جيش الاحتلال الإسرائيلي أعاد تنظيم الأسلحة أو زوّر بعضها لاستخدامه في الجولة،  وأن الفيديو الذي نشره جيش الاحتلال الإسرائيلي حول الاكتشافات قد عُدل. وأشارت شبكة "إن بي سي نيوز" إلى أن إسرائيل نشرت عدة معلومات غير دقيقة أو محل خلاف، مما ضعف مصداقيتها. وقالت قناة الجزيرة الإنجليزية إن "كثيرًا من الخبراء" اتهموا إسرائيل بتزوير الأدلة. وفي 22 نوفمبر نشرت إسرائيل تسجيلًا مصورًا يظهر وجود عدة أنفاق تحت المستشفى،  لكن كل من "وول ستريت جورنال" و"ذا غارديان" أوضحا أن هذه المشاهد لم تكن كافية لإثبات وجود مركز القيادة الذي زعمت إسرائيل بوجوده سابقاً.  كما نشرت إسرائيل تسجيلًا استخباريًا التقطته كاميرات المستشفى، يبدو فيه وكأنه تم إدخال رهائن داخل المستشفى. وذكرت صحيفة "ذا غارديان" أن حماس سبق أن نشرت مشاهد توضح نقلها لرهائن إلى المستشفى لتلقي العلاج الطبي. وفي 21 ديسمبر نشرت صحيفة "واشنطن بوست" تحليلًا خلص إلى أن المباني المعنية داخل المستشفى لم تكن متصلة فعليًا بالأنفاق المزعومة. وفي 2 يناير 2024 نشرت الولايات المتحدة وثائق تشير إلى استمرار تأكيد وكالاتها الاستخبارية على استخدام المستشفى كمركز قيادة وسيطرة دون تقديم أدلة مرئية،  وفي اليوم التالي أعلنت إسرائيل أنها هدمت نفقًا تحت المستشفى. ونقلت تقارير إخبارية في اليوم التالي أن تصريحات إسرائيل والولايات المتحدة لم تُعتبر دليلًا قاطعًا على استخدام حماس للمشفى.
أدى اقتحام المستشفى وإدعاءات إسرائيل عن البنية العسكرية إلى انتقادات دولية واسعة،  ودعا المفوض السامي للأمم المتحدة لحقوق الإنسان فولكر تورك إلى تحقيق مستقل.  حيث يمنع القانون الدولي استهداف المستشفيات إلا إذا كانت تستخدم لأغراض عسكرية "ضارّة بالعدو"، مع وجوب منح المدنيين فرصة للإجلاء، ووجود قواعد صارمة فيما يتعلق بالنسبة بين القوة المستخدمة والهدف. كما يُمنع استخدام موظفي المستشفى أو المرضى كدروع بشرية. واتهم جيرمي سكاهيل إسرائيل بخوض حرب دعائية لصرف النظر عن الاتهامات التي تتهمها بخرق القانون الدولي في مجمع الشفاء. واتهم الطاقم الطبي في المجمع إسرائيل بالتسبب بوفاة المرضى والمواليد في المستشفى. وصرّح مدير منظمة الصحة العالمية قائلاً: "المستشفيات ليست ساحات معارك"، ووصف أفعال إسرائيل بأنها "غير مقبولة تمامًا".  وفي 18 مارس 2024 نفذت قوات الاحتلال الإسرائيلي عملية اقتحام ليلية على مستشفى الشفاء زاعمة تلقيها معلومات استخبارية تفيد بأن مسؤولين كبارًا من حماس أعادوا التجمع واستخدموا المستشفى "لشن عمليات هجومية". واسفر الحصار القصف والعبث الإسرائيلي عن تدمير معظم مجمع الشفاء الطبي،  وعُثر لاحقًا على مئات الجثث لفلسطينيين في المستشفى وحوله، ومقابر جماعية.

## حصار وقصف مجمع الشفاء
في 3 نوفمبر، استهدفت غارة جوية إسرائيلية قافلة سيارات الإسعاف التي كانت تغادر المستشفى. أسفرت الهجمة عن استشهاد 15 شخصًا وإصايب 60 آخرين. زعمت إسرائيل أن حماس كانت تستخدم سيارات الإسعاف، وهو الأمر الذي نفته واشنطن بوست. وأكدت جمعية الهلال الأحمر الفلسطيني أن إسرائيل قد استهدفت سيارات الإسعاف التابعة للمستشفى سبع مرات سابقة وأودت بحياة 4 من موظفيها.
وفي 6 نوفمبر، قامت قوات الاحتلال الإسرائيلي بضرب وتدمير لوحات الطاقة الشمسية على سطح المستشفى، مما تركه يعتمد بشكل كامل على المولدات الاحتياطية التي تعتمد على إمدادات الوقود التي تنفد بسرعة وذلك في ظل الحصار الشامل على غزة.
وفي 10 نوفمبر، قامت الدبابات الإسرائيلية بضرب محيط المجمع الطبي بما لا يقل عن أربع ضربات. وأكدت وزارة الصحة في غزة أن هناك على الأقل 5 ضربات أثرت على أجزاء من مجمع المستشفى، منها ضربتان في وحدة الولادة تقع في الطوابق العليا، مما أسفر عن استشهاد 7 أشخاص. وفي نفس اليوم، أُبلغ أن قوات إسرائيلية كانت عند أبواب المستشفى.
في 12 نوفمبر، فقدت منظمة الصحة العالمية الاتصال مع المستشفى. وقال مدير المستشفى إن الرضع الخدج كانوا في وضع حرج وتم نقلهم إلى مكان غير صحي. في هذا الوقت، انقطعت الكهرباء تمامًا في المستشفى. وأعلنت وزيرة الصحة مي الكيلة أن أكثر من 100 جثة تم دفنها في مقبرة جماعية تم حفرها داخل المجمع الطبي، ولكن لم تتمكن الفرق الطبية من إقامة مقبرة جماعية في الفناء بسبب "خطورة الوضع الميداني". وأضافت أن 39 رضيعًا على وشك الموت، وتوفي عدد منهم بسبب نقص الوقود. في 16 نوفمبر صرحت وزيرة الصحة الفلسطينية، مي الكيلة إن الموجودين في مجمع الشفاء الطبي بمدينة غزة يعيشون "أياما مرعبة" بفعل الحصار والاقتحام اللذين يمارسهما الجيش الإسرائيلي، مشيرة إلى أن الجيش أعاد اقتحام المسشفى اليوم.
وفي 16 نوفمبر قال رئيس الوزراء الإسرائيلي بنيامين نتنياهو، اعتقدنا بوجود أسرى في مستشفى الشفاء ولكن لم نعثر على أحد.
وفي 18 نوفمبر خرج مئات الأشخاص، سيرا من مستشفى الشفاء بأمر من الجيش الإسرائيلي.
وفي 23 نوفمبر اعتقلت قوة من جيش الاحتلال الإسرائيلي مدير مجمع الشفاء الطبي محمد أبو سلمية.

## خلفية
منذ عام 2007، فرضت إسرائيل ومصر حصارًا على قطاع غزة. في 7 أكتوبر 2023 هاجمت حماس المستوطنات الإسرائيلية والقواعد العسكرية، ما أدى إلى مقتل العديد من المستوطنين، وأسرت نحو 250 أسيرًا ونقلتهم إلى داخل غزة.  بعد ذلك نفذت إسرائيل بتنفيذ عملية عسكرية،  كما فرضت حصارًا كاملًا على قطاع غزة،  وشنت غزوًا برّيًا على القطاع في 27 أكتوبر،  وحاصرت مدينة غزة بالكامل.  يُعد مستشفى الشفاء أكبر مستشفى في قطاع غزة. 
أدعت إسرائيل بأن المستشفى مركز قيادة وتحكم تابعًا لحماس،  وأشارت صحيفة واشنطن بوست أنه "أصبح مقرًا فعليًا لقادة حماس".  بالمقابل، صرّح الطبيبان إريك فوسة ومادس جيلبرت، اللذان كانا يعملان في المستشفى، أنهما لم يريا أي دليل على نشاط عسكري في المستشفى أثناء الحرب. كما ذكرت البروفيسورة سارا روي أن استخدام المستشفى عسكريًا أمر "شبه مستحيل". وذكرت منظمة العفو الدولية في تقرير عام 2015 أن حماس استخدمت مناطق مهجورة من المستشفى "لاعتقال المشتبه بهم والتحقيق معهم" في حين كان المستشفى يعمل.
أمرت قوات الاحتلال الإسرائيلي جميع المدنيين في غزة بمغادرة منازلهم في 13 أكتوبر.  وأدعت قوات الاحتلال أن حماس تمنع المدنيين من المغادرة، ولا سيما من مستشفى الشفاء، مدعيةً أن حماس كانت تستخدم المدنيين كدروع بشرية. وفي يوم 11 نوفمبر كان هناك آلاف النازحين المدنيين يلجؤون إلى المستشفى وقت الهجمات التي وقعت حينئذٍ.

### الوضع القانوني

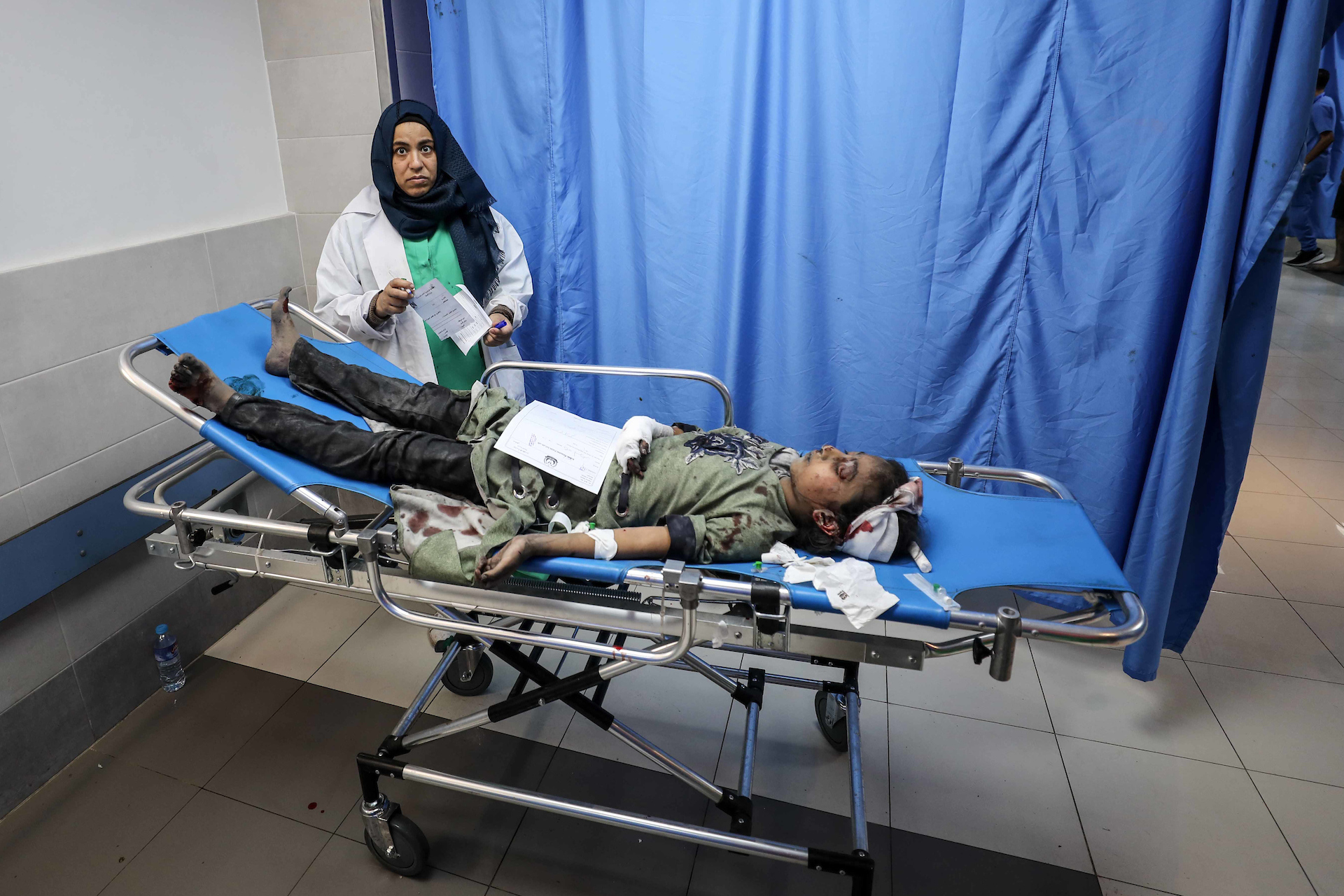
طفل جريح في الشفاء في أكتوبر 2023

تتمتع المستشفيات عادةً بحماية بموجب قوانين الحرب، ويُمنع تحويلها إلى ساحة نزاع. يُفقد هذا الوضع إذا وُجد دليلٌ على استخدام المستشفى في "الإسهام الفعّال في العمليات العسكرية"؛ ومن الأمثلة التي قدّمتها إسرائيل في دليلها لقوانين الحرب لعام 2006، والتي تُفقد معها الحماية القانونية للمباني المدنية، هي وجود بطارية مضادة للطائرات على سطح مدرسة، أو قناص داخل مسجد.  وبحسب اللجنة الدولية للصليب الأحمر فإن لهذا الحكم بعض الاستثناءات،  مثل "حمل أو استخدام أسلحة خفيفة فردية للدفاع عن النفس أو لحماية المصابين والمرضى، أو لحراسة لمنشأة طبية، أو في حالة وجود مقاتلين مصابين أو مرضى في منشأة طبية ولا يشاركون بعد في الأعمال العدائية"، والتي لا تُفقد الحماية القانونية للمؤسسة الطبية.
ادعت إسرائيل بوجود أدلة قاطعة تُثبت استخدام حماس للمبنى لأغراض عسكرية؛ بينما تنفي حماس ذلك. ووفقًا للجنة الدولية للصليب الأحمر، إذا ثار شكٌّ حول ما إذا كان المستشفى يُستخدم لأغراض عسكرية، فيجب افتراض أنه لا يُستخدم عسكريًا.
كما لا يُفقد الوضع المحمي للمستشفى في حال احتوائها على "أسلحة خفيفة وذخيرة مأخوذة من المصابين والمرضى ولم تُسلَّم بعد إلى الجهة المختصة"، ويوجد استثناء ضيق لاستخدام الأسلحة الصغيرة في المناطق المتضررة من الحرب إذا "استخدمت الأسلحة في الدفاع عن النفس، أو عن المصابين والمرضى تحت رعايتهم".
حتى في حال وجود أدلة قوية على وجود نشاط عسكري داخل المستشفى يتجاوز هذه الاستثناءات بشكل كبير، فإن قواعد صارمة تحد من كيفية استخدام القوة لا تزال سارية؛ يجب منح المدنيين فرصة لإخلاء المكان، ويظل المدنيون الذين يبقون داخل المبنى محميين ولا يجوز استهدافهم مباشرة. قبل عملية الاقتحام، دعت إسرائيل إلى إخلاء المستشفى، لكن الأطباء رفضوا ذلك في 13 نوفمبر، قائلين إنهم مضطرون للبقاء من أجل رعاية أكثر من 700 مريض معرضين للخطر. ولم يتمكن المدنيون من الإخلاء بسبب نيران القناصة وهجمات الطائرات المسيّرة. 

## الاشتباكات الأولية والحصار

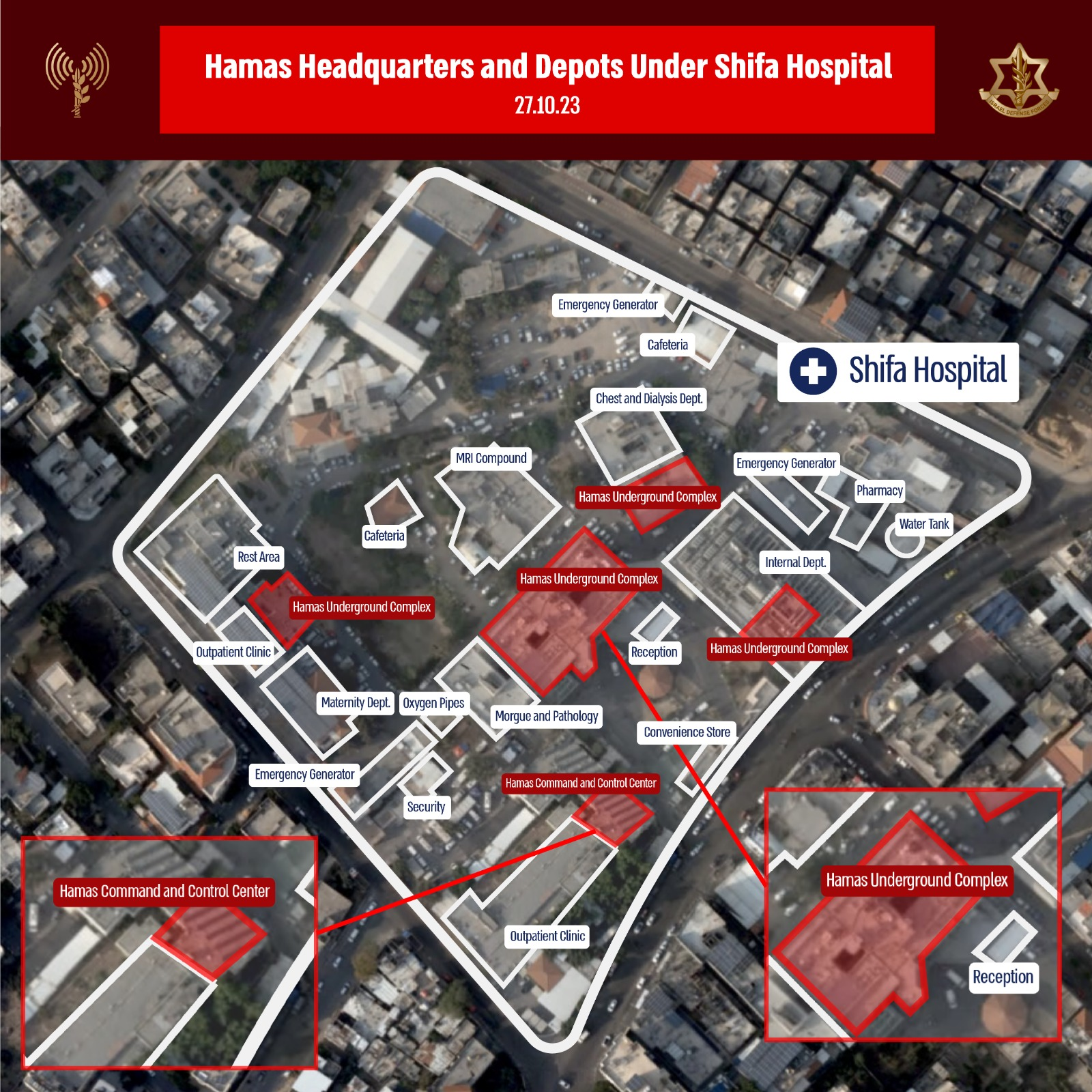
خريطة أصدرتها إسرائيل تدعي الاستخدام العسكري لمجمع مستشفى الشفاء

في 3 نوفمبر شنت غارة إسرائيلية هجومًا على قافلة إسعاف كانت تغادر المستشفى. أسفر الهجوم عن مقتل 15 شخصًا وإصابة 60 آخرين. صرحت إسرائيل أن حماس كانت تستخدم سيارات الإسعاف. لم تجد "واشنطن بوست" ولا هيومن رايتس ووتش أي دليل يدعم التصريحات الإسرائيلية.  وأفادت جمعية الهلال الأحمر الفلسطيني أن إسرائيل استهدفت سيارات إسعاف الشفاء 7 مرات سابقًا وقتلت 4 من موظفيها. وفي 6 نوفمبر ضربت قوات الاحتلال الإسرائيلي ودمرت الألواح الشمسية فوق المستشفى، مما جعلها تعتمد بشكل كامل على المولدات الاحتياطية التي تعمل بالوقود الذي ينفد بسرعة. 
في العاشر من نوفمبر، أصابت أربع ضربات على الأقل مناطق مختلفة من المستشفى بقذائف متنوعة. صرحت إسرائيل بأن قذيفة واحدة على الأقل كانت صاروخًا أطلقه مسلحون بصورة خاطئة، غير أنها لم تقدم توضيحات إضافية.  أفادت وزارة الصحة بقطاع غزة بأن خمس ضربات على الأقل ألحقت أضرارًا بأجزاء من مجمع المستشفى، اثنتان منها، في الساعة الثانية والثامنة صباحًا، أصابتا جناح الولادة الواقع في الطوابق العليا،  مشيرة إلى مقتل أربعة عشر شخصًا.  وفي وقت لاحق، صرح طبيب فلسطيني أن سبعة أشخاص لقوا حتفهم إثر الضربات. في اليوم نفسه، أُفيد بأن قوات الاحتلال الإسرائيلي كانت متواجدة عند بوابات المستشفى. ووفقًا لتحقيق لاحق كُلفت به صحيفة نيويورك تايمز، قام خلاله خبراء بفحص مقاطع فيديو وبقايا ذخائر، تبين أن ثلاثًا من القذائف التي أُطلقت على المستشفى كانت إسرائيلية.
في الحادي عشر من نوفمبر، أفادت وزارة الصحة في غزة أن عملية إخلاء كانت جارية، وأن ما بين خمسين وستين ألف شخص كانوا يحتمون في المستشفى سابقًا، بينما لم يبق سوى أقل من ثلاثة آلاف شخص.  وفي وقت لاحق من اليوم ذاته، صرحت جمعية الهلال الأحمر الفلسطيني بأن الدبابات الإسرائيلية كانت على بعد عشرين مترًا من المستشفى. وأفادت أطباء بلا حدود ومنظمة الصحة العالمية بأن قوات الاحتلال الإسرائيلي كانت تطلق النار على أولئك الذين يحاولون الخروج من المستشفى،  وهو ما نفته إسرائيل. وصرحت إسرائيل أنها كانت تسمح للناس بمغادرة المستشفى، وهو ما نفته منظمة أطباء بلا حدود.  بحلول هذا الوقت، نفد الوقود في مستشفى الشفاء، وتعطلت بعض العمليات. ونتيجة لذلك، توفي طفلان في الحضانات، بالإضافة إلى مريضين آخرين.  وأشار مدير المستشفى إلى أن المستشفى كانت لديها كهرباء حتى صباح الثاني عشر من نوفمبر، مما يعني أن سبعة وثلاثين طفلًا في الحضانات كانوا عرضة لخطر الموت.
في سلسلة من التعليقات مع "العربي الجديد"، ذكر محمد أبو سلمية، مدير المستشفى، أن المستشفى كان معزولًا عن بقية المدينة، مما أدى إلى محاصرة نحو خمسة عشر ألف شخص بداخله. وأضاف أيضًا أن "المرضى كانوا يموتون كل دقيقة، والضحايا والجرحى كانوا يموتون أيضًا، بل وحتى الأطفال في الحضانات." 
نفى جيش الاحتلال الإسرائيلي حصار مستشفى الشفاء، مصرحًا بأنه لم يكن هناك إطلاق نار أو حصار، وأن الجانب الشرقي ظل مفتوحًا.  وفي اليوم نفسه، أفادت منظمة الصحة العالمية أنها فقدت الاتصال بالمستشفى. وأشار مدير المستشفى إلى أن الأطفال الخدج كانوا في "وضع خطير" وأنهم نُقلوا إلى "موقع غير صحي". وفي هذا الوقت، انقطعت الكهرباء تمامًا عن المستشفى.  وصرحت وزيرة الصحة مي الكيلة بأن أكثر من مئة جثة كانت ملقاة في الفناء وأن الفرق الطبية لم تتمكن من حفر مقبرة في الفناء بسبب "خطورة الوضع الميداني". وأضافت أيضًا أن 39 طفلًا كانوا معرضين لخطر الموت، وأن طفلًا واحدًا توفي في ذلك الصباح بسبب نقص الوقود. وبدأت الكلاب الضالة أيضًا "تنهش" الجثث وتأكلها. وأفاد الأطباء في مجمع الشفاء الطبي بأن القناصة المتمركزين على أطراف المجمع كانوا يطلقون النار على "أي شخص يتحرك". 
أفاد مسؤول صحي لوكالة فرانس برس بأن جناح القلب تعرض لضربات جوية إسرائيلية، وهو ما أكده شهود عيان، إلا أن وكالة فرانس برس لم تتمكن من تأكيد ذلك بصورة مستقلة. 
في الثاني عشر من نوفمبر، زعمت إسرائيل إنها تحاول توفير ثلاثمئة لتر من الوقود للمستشفى، وأن حماس منعتها من ذلك. وردًا على ذلك، صرح متحدث باسم وزارة الصحة بأن مستشفى الشفاء يحتاج إلى ما بين ثمانية آلاف واثني عشر ألف لتر من الوقود للعمل ليوم واحد، وأن ثلاثمئة لتر ستبقي المستشفى قيد التشغيل لمدة نصف ساعة. علاوة على ذلك، لاحظ موظفو المستشفى أنه لا توجد طريقة لتسلم هذا الوقود، إذ لم تكن هناك سيارات إسعاف تصل إلى الشفاء بسبب الخطر المتمثل في الوقوع في إطلاق نار متبادل، مؤكدين أن الطريقة الوحيدة للوصول إلى الوقود بأمان هي وقف القتال.
وفي الثالث عشر من نوفمبر حاول نحو خمسين شخصًا الإخلاء من المستشفى، لكنهم أفادوا بأن قوات الاحتلال الإسرائيلي أطلقت النار عليهم، مما أدى إلى إصابة رجل واحد.  وفي اليوم التالي قال مسؤول صحي في غزة إن الطاقم الطبي دفن 179 مريضًا متوفيًا في مقبرة في فناء المستشفى، حيث بدأت الجثث في التحلل بعد انقطاع الكهرباء عن مَشْرَحة المستشفى. وأفاد شاهد عيان بأن "الكلاب البرية" كانت تأكل الجثث غير المدفونة. 

### غارة 15 نوفمبر
مباشرة بعد منتصف ليل الخامس عشر من نوفمبر، أبلغت قوات الاحتلال الإسرائيلي المسؤولين بأنها ستقتحم المستشفى قريبًا. وأفاد طاقم المستشفى بسماع أصوات اشتباكات من خارج المجمع، فيما أعلنت إسرائيل عن قتلها لعدة مسلحين من حماس خارج المجمع.
عقب عملية الاقتحام، صرحت إسرائيل بأنها قدمت إمدادات للمستشفى، بما في ذلك المستلزمات الطبية وطعام الأطفال، وأنها ستوفر حاضنات تعمل بالبطاريات للمساعدة في نقل الأطفال. لم يصدر أي تأكيد من رويترز بشأن الحاضنات،  ولم تتمكن شبكة إن بي سي من "التحقق من موعد تسليم الحاضنات أو كيفية وصول جيش الاحتلال الإسرائيلي إليها في ظل العنف المستمر في المنطقة".  نشر جيش الاحتلال الإسرائيلي صورة لجندي يقف بجانب صناديق مكتوب عليها مستلزمات طبية وطعام للأطفال، وأكدت رويترز أن الموقع كان داخل الشفاء. وأفادت رويترز بأن جيش الاحتلال الإسرائيلي قال إن ثلاث حاضنات تعمل بالبطاريات كانت في وضع الاستعداد خارج غزة.  ونشر جيش الاحتلال الإسرائيلي مقطع فيديو يظهرهم وهم يضعون ثلاثمئة لتر من الوقود عند البوابة الأمامية لمستشفى الشفاء، وصورة لجندي يحمل حاضنات متنقلة.  كما أعلنت إسرائيل عن عثورها على أسلحة و"بنية تحتية إرهابية" أخرى داخل المستشفى؛ ودليل ملموس على استخدام حماس للمستشفى كمقر إرهابي.  ووفقًا لبي بي سي قال مسؤول إسرائيلي إن إسرائيل عثرت على أسلحة وبنية تحتية إرهابية، لكنها لم تقدم دليلًا على ذلك. 
وبحسب صحفي داخل المستشفى، كانت إسرائيل تستجوب الأشخاص داخل المستشفى صباح يوم الأربعاء، بمن فيهم الأطباء والمرضى. ووفقًا لأحد شهود العيان، أطلقت قوات الاحتلال الإسرائيلي قنبلة دخان داخل المستشفى "تسببت في اختناق الناس"، بينما قال متحدث باسم وزارة الصحة في غزة: "جيش الاحتلال الآن في الطابق السفلي ويقوم بتفتيشه. إنهم داخل المجمع، يطلقون النار وينفذون تفجيرات." وقال منير البرش، المدير العام لمستشفيات غزة، للجزيرة: "أن المرضى والنساء والأطفال مرعوبون." 

### 16 و17 نوفمبر
صرح نتنياهو في مقابلة مع سي بي إس بأن الحكومة الإسرائيلية لديها "مؤشرات قوية" على وجود رهائن في الشفاء، وهو أحد الأسباب التي دفعتهم لدخول المستشفى، مضيفًا أنه "أعتقد أنه كلما قللت الكلام عن هذا الموضوع، كان ذلك أفضل."  وفي السادس عشر من نوفمبر، أدعى جيش الاحتلال الإسرائيلي أنه عثر على جثة يهوديت فايس، وهي امرأة تبلغ من العمر خمسة وستين عامًا، كانت قد أُسرت من كيبوتس بئيري، في مبنى قريب من المستشفى.  وفي السابع عشر من نوفمبر، قال جيش الاحتلال الإسرائيلي أنه عثر على جثة العريفة نوا مارسيانو في مبنى مجاور للمستشفى.

### الإخلاء
في التاسع عشر من نوفمبر أجلت منظمة الصحة العالمية واحدًا وثلاثين طفلًا خديجًا، بينما ظل أكثر من 250 مريضًا في حالة حرجة أو جريحًا محاصرين داخل المستشفى. وقالت منظمة أطباء بلا حدود إن قوات الاحتلال الإسرائيلي أطلقت النار في 18 نوفمبر "عمدًا" على قافلة محددة بوضوح تحمل 140 من موظفي المنظمة وأفراد عائلاتهم. وجرى أيضًا إجلاء أكثر من 2500 شخص. 

## الاستخدام العسكري المزعوم
رددت قوات الإحتلال الإسرائيلي ادعاءات تفيد بأن حركة حماس تستخدم مستشفى الشفاء لأغراض عسكرية، وهو ما نفته حركة حماس في أكثر من مناسبة، وكذلك إدارة المستشفى والعاملين فيه. 
في الرابع عشر من نوفمبر 2023، صرح المتحدث باسم مجلس الأمن القومي الأمريكي جون كيربي بأن الولايات المتحدة تمتلك مصادر استخباراتية خاصة بها تشير إلى أن مستشفى الشفاء كان يُستخدم من قبل حماس لإدارة عمليات عسكرية وتخزين أسلحة، ووصف ذلك بأنه يرقى إلى مستوى جريمة حرب.
وقد ناشد موظفو مستشفى الشفاء المجتمع الدولي إرسال وفود دولية إلى المستشفى للتحقق من عدم وقوع أي أعمال عسكرية داخله.

### صور إسرائيليلة
نشر جيش الإحتلال الإسرائيلي صورًا تظهر "بزات عسكرية، وأحد عشر بندقية، وثلاث سترات واقية عسكرية، إحداها تحمل شعار حماس، وتسع قنابل يدوية، ومصحفين، ومسبحة، وعلبة تمر" زعم أنها عُثر عليها داخل المستشفى. وقال المستشار القانوني السابق في وزارة الخارجية برايان فينوكان "هذه الأسلحة بحد ذاتها لا تبرر بأي حال من الأحوال الهوس العسكري بالشفاء، حتى لو تجاهلنا القانون.
وفي أعقاب نشر الصور الإسرائيلية، شكك المحلل السياسي البارز في الجزيرة مروان بشارة في الأمر،  وقال أن إسرائيل ليس لديها أي دليل يبرر "الإبادة الجماعية التي ارتكبتها ضد غزة وقصف المستشفيات والمرافق الأخرى والعقاب الجماعي".
وذكر معين رباني، المحلل المختص بشؤون الشرق الأوسط، لقناة الجزيرة: "غزت قوات الاحتلال الإسرائيلي مستشفى الشفاء وظلت بداخله لمدة اثنتي عشرة ساعة كاملة - بعد أن رفضت السماح لأي طرف مستقل بمرافقتهم - والآن من المفترض أن نصدق أن مسلحين من حماس كانوا هناك يطاردهم الجيش الإسرائيلي، لكنهم بطريقة ما تركوا أسلحتهم وراءهم؟". 
وواصلت قوات الاحتلال الإسرائيلي احتلال المنشأة لليوم الثاني، وكشفت عما وصفته بأنه مدخل نفق على محيط مجمع المستشفى. وزار صحفيو نيويورك تايمز الموقع وتحققوا من وجود بئر خرساني ينزل إلى الأرض، وأن أسلاك كهربائية وسلمًا كانا مرئيين، على الرغم من أنهم لم يتمكنوا من تحديد مدى عمق البئر أو إلى أين يؤدي. وذكر الصحفي الاستقصائي جيرمي سكاهيل أن "للإسرائيليين سجلًا حافلًا يمتد لعقود من الكذب والترويج لمعلومات كاذبة ونشر مقاطع فيديو مفبركة". ثم صرح فيما يتعلق بالأدلة بأنه رأى أسلحة في منازل الأمريكيين أكثر مما شاهده في مقر "البنتاغون" المزعوم لحماس تحت مستشفى الشفاء. 
وأشار جيريمي بوين المحرر الدولي في بي بي سي نيوز، إلى عدم وجود تدقيق مستقل داخل المستشفى، نظرًا لأن الصحفيين يعملون تحت إشراف الجيش الإسرائيلي. وذكر أيضًا أن الأدلة التي قُدمت لم تكن مقنعة بما يكفي لإثبات أن هذا كان مركزًا عصبيًا لعملية حماس. وفي السابع عشر من نوفمبر 2023، ذكر صحفيو ذي إندبندنت أن "إسرائيل لم تقدم دليلًا يظهر وجود مقر قيادة واسع النطاق تحت المستشفى".

### أنفاق مزعومة
في 19 نوفمبر نشر جيش الاحتلال الإسرائيلي لقطات مصورة من داخل فتحة نفق، زعم أنها جزء من شبكة أنفاق تابعة لحركة حماس. أظهرت اللقطات فتحة نفق تحتوي على درج حلزوني بعمق يقارب ثلاثة أمتار، يمتد لمسافة سبعة أمتار نحو الأسفل ليصل إلى جزء من شبكة الأنفاق. يستمر النفق لمسافة خمسة أمتار قبل أن ينعطف يمينًا ويمتد لخمسين مترًا أخرى. في نهايته، يوجد باب قيل أنه مقاوم للانفجار، وما وصفه جيش الاحتلال الإسرائيلي بفتحة إطلاق نار. 
من جانبه، صرح منير البرش، مدير وزارة الصحة في غزة، بأن ادعاء إسرائيل بشأن النفق "كذبة محضة"، مشيرًا إلى أن جيش الاحتلال الإسرائيلي كان متواجدًا بالفعل في مجمع الشفاء لمدة ثمانية أيام.  وفي وقت لاحق من اليوم نفسه، نشر جيش الاحتلال الإسرائيلي أيضًا لقطات زعم أنها من كاميرات المستشفى، تُظهر مجموعة من الرجال يجلبون قسرًا رهينتين إلى المستشفى. تم التعرف على الرهينتين كأجنبيتين تم أسرهما خلال هجوم السابع من أكتوبر. لم ترد حماس على هذه اللقطات، لكنها ذكرت في الماضي أنها نقلت رهائن إلى المستشفيات لتلقي العلاج.
وفي اليوم ذاته، زارت شبكة سي إن إن فتحة النفق وأكدت وجوده بالقرب من المستشفى، واصفةً إياه بأنه فتحة كبيرة تنحدر عشرة أمتار في الأرض وتتضمن عمودًا مركزيًا يبدو وكأنه محور لدرج حلزوني. ووفقًا لمقطع فيديو عرضه جيش الاحتلال الإسرائيلي، كان يوجد مثل هذا الدرج الحلزوني في أعماق الفتحة.
في 20 نوفمبر صرح رئيس الوزراء الإسرائيلي الأسبق، إيهود باراك، لقناة "سي إن إن"، في إشارة إلى المخابئ التي بنتها إسرائيل منذ عقود، بأنه "منذ سنوات عديدة كان معروفًا أن لديهم المخابئ التي بناها في الأصل بناة إسرائيليون تحت الشفاء".  ووفقًا لمسؤولين إسرائيليين، قامت حماس لاحقًا بحفر الطابق السفلي الأصلي، ثم أضافت طوابق جديدة وربطته كمركز ضمن نظام الأنفاق الحالي الخاص بها. وخلص تحقيق أجرته فرانس 24 إلى أن الصور ومقاطع الفيديو الخاصة بالأنفاق التي نشرها جيش الإحتلال الإسرائيلي تتفق مع الأنفاق التي بنتها حماس. كما لاحظوا أن الأنفاق عُثر عليها تحت المبنى القطري، الذي بُني بعد انسحاب إسرائيل من غزة.
حللت صحيفة "واشنطن بوست" المواد التي نشرتها إسرائيل علنًا، بالإضافة إلى صور الأقمار الصناعية ومواد أخرى متاحة للجمهور. وخلص التحليل إلى أن الغرف المتصلة بشبكة الأنفاق لم تُظهر أي دليل فوري على استخدامها من قبل حماس. كما أن كل مبنى من المباني التي حددها المتحدث باسم جيش الاحتلال الإسرائيلي دانيال هاغاري على أنها "متورطة بشكل مباشر" في النشاط العسكري لحماس، لا يبدو أنها متصلة بأي شبكة أنفاق. ولم يتم نشر أي دليل يوضح إمكانية الوصول إلى شبكة الأنفاق من داخل أقسام المستشفى. وذكر فريق تحليل المراقبين في فرانس 24 أنهم "غير قادرين على التحقق من المزاعم الإسرائيلية بأن الممر يؤدي إلى شبكة أنفاق أكبر." 
في 21 ديسمبر 2023 نشرت صحيفة "واشنطن بوست" تحليلًا خلص إلى أن مباني المستشفى المعنية لم تكن متصلة بالفعل بالأنفاق. وفي الثاني من يناير 2024، أظهرت وثائق رُفعت عنها السرية حديثًا من قبل الولايات المتحدة أن وكالات التجسس التابعة لها استمرت في الإعراب عن ثقتها في أن المستشفى كان يُستخدم كمركز للقيادة والسيطرة، مع عدم تقديم أي دليل مرئي. وفي اليوم التالي أعلنت إسرائيل أنها فككت نفقًا تحت المستشفى. وذكرت تقارير إخبارية في اليوم التالي أن تصريحات كل من إسرائيل والولايات المتحدة لا تُعتبر دليلًا قاطعًا على استخدام حماس لمجمع الشفاء.

## التأثير والخسائر البشرية
شكل الوضع المأساوي الذي شهده مستشفى الشفاء جزءًا من أزمة صحية كارثية عصفت بقطاع غزة، إذ عانى المستشفى من نقص حاد ومتسارع في إمدادات الكهرباء والغذاء والمستلزمات الطبية. وقد أدى نفاد الوقود من المولد الكهربائي الأخير إلى وفاة ثلاثة أطفال خدّج وأربعة مرضى آخرين. وبحلول التاسع عشر من نوفمبر 2023، كان المستشفى قد استنفد مخزونه من المضادات الحيوية والمسكنات الضرورية لعلاج المرضى. وقبل ذلك، وفي الثاني عشر من نوفمبر 2023، فارق مريضان حياتهما في وحدة العناية المركزة نتيجة انقطاع التيار الكهربائي ونقص الأكسجين.
ووفقًا لطبيب في المستشفى ذُكر في تقرير لهيئة الإذاعة البريطانية بتاريخ 15 نوفمبر 2023، توفي ستة أطفال خدّج، بالإضافة إلى مريض بالغ يعاني من حروق خطيرة. وقد عزا الطبيب هذه الوفيات إلى النقص الحاد في الوقود اللازم لتشغيل الحضانات وأجهزة الأكسجين وغيرها من المعدات الطبية الحيوية. وأفاد طبيب آخر في المستشفى، الدكتور أحمد مخللاتي، بأن 43 مريضًا من أصل 63 كانوا يتلقون الرعاية في وحدة العناية المركزة قد فارقوا الحياة بسبب نفاد الأكسجين.
أدى الحصار إلى كارثة إنسانية، حيث لجأ العديد من الفلسطينيين إلى المرافق الطبية طلبًا للمأوى.  وكانت الخسائر في صفوف المدنيين، وخاصة الأطفال، هائلة، مع إغلاق ما يقرب من نصف مستشفيات غزة بسبب النقص الحاد في الوقود. اضطر المستشفى إلى توفير مأوى مؤقت، كما أن غياب المياه النظيفة وخدمات الصرف الصحي يزيد من انتشار الأمراض المعدية.
وفي خضم الحصار، علقت حماس مفاوضات الرهائن بسبب استيلاء إسرائيل على مستشفى الشفاء وإطلاق النار الكثيف مع اقتراب قوات الاحتلال الإسرائيلي من المنشأة.
وأفاد مسؤولون في غزة بأن غارة جوية قد أدت إلى تدمير جناح القلب في المستشفى، في حين أدى انقطاع التيار الكهربائي إلى توقف الحضانات في وحدة حديثي الولادة، والتي كانت تضم حوالي 40 طفلاً، بالإضافة إلى أجهزة التنفس الصناعي التي يعتمد عليها مرضى آخرون في الرعاية العاجلة. وفي 19 نوفمبر 2023، نُقل 31 طفلًا خديجًا متبقيًا كانوا يتلقون الرعاية في مستشفى الشفاء إلى المستشفى الإماراتي في رفح، وذلك بمرافقة الهلال الأحمر الفلسطيني ومنظمات صحية أخرى. وفي 20 نوفمبر، تم إجلاء 28 طفلًا من هؤلاء إلى مصر.
وفي يوليو 2024، أُطلق سراح مدير مستشفى الشفاء من السجون الإسرائيلية، وذلك بعد قضائه سبعة أشهر في الاعتقال.

### الحملة الإعلامية الإسرائيلية
في أعقاب الحصار وقبله، شنّت الحكومة الإسرائيلية حملة علاقات عامة واسعة النطاق، هدفت إلى تبرير الحصار المفروض على مستشفى الشفاء والاستيلاء عليه. وفي الحادي عشر من نوفمبر، نشرت وزارة الخارجية الإسرائيلية تغريدة تضمنت مقطع فيديو زُعم أنه لممرضة في مستشفى الشفاء، تؤكد فيه مزاعم إسرائيل حول استخدام حركة حماس للمستشفى. وقد وصفت مجلة "ذا نيشن" هذه الحملة بأنها "دعاية"، وأشارت إلى أن الفيديو قوبل بسخرية واسعة، حيث شكك العديد من العرب في صحته، مما دفع الوزارة إلى حذفه في غضون يوم واحد. 
وقد علّقت صحيفة ذا ديلي بيست على الفيديو قائلة: "كل ما فيه يشي بأنه مشهد مسرحي مدرسي رديء الإخراج، بدءًا من اللهجة المصطنعة التي بدت وكأنها مأخوذة مباشرة من مسلسل إسرائيلي،  وصولًا إلى النقاط الحوارية المكتوبة بشكل مثالي لصالح جيش الاحتلال الإسرائيلي والتي تم نطقها بطلاقة". وتوصلت قناة فرانس 24 إلى أن الفيديو على الأرجح مفبرك.  لاحقًا نقلت قناة "فرانس 24" عن ثلاثة خبراء إسرائيليون يؤكدون فيها الإدعاءات التي روجت لها حكومتهم. 
إلا أن بعض الخبراء يرون أن الأدلة المشكوك فيها، مثل الادعاء بأن تقويمًا عربيًا كان جدول مناوبات لحماس، وعرض الستائر كدليل على تصوير مقاطع فيديو للرهائن، قد أضعفت مصداقية إسرائيل.  وقال محمد شحادة، رئيس البرامج والاتصالات في المرصد الأورومتوسطي لحقوق الإنسان، عن الشروط التي فرضتها إسرائيل على وسائل الإعلام في جولاتها التي تشرف عليها في مستشفى الشفاء، إن وسائل الإعلام وافقت في الأساس على بث دعاية، قائلًا عن وسائل الإعلام: "لا يُسمح لك بالتحدث إلى أي فلسطيني أو غزي للتشكيك فيما يلقنك إياه الجيش الإسرائيلي. لا يُسمح لك بتجاوز الجولة التي نظمها الجيش الإسرائيلي، لذا تلتزم بما يريد جيش الاحتلال الإسرائيلي أن يريك وإلى أين يأخذك. وعليك مراجعة المواد معهم قبل النشر، بحيث تكون النتيجة ليست صحافة بل دعائية." 
وصفت صحيفة العربي الجديد حملة الدعاية المستمرة وكيف ارتدت عكسيًا مع تشكيك الناس في مصداقية إسرائيل، مشيرة إلى أن إسرائيل "لجأت إلى تسجيلات صوتية مزيفة وادعاءات لا أساس لها وصور معدلة لتبييض هجومها على غزة". وناقشت الصحيفة كيف أن فشل الحاضنات في وحدة العناية المركزة للأطفال حديثي الولادة في مستشفى الشفاء، الناجم عن منع إسرائيل لتسليم الوقود وقطع الكهرباء، كان مسؤولًا عن وفاة ثلاثة أطفال ولدوا قبل الأوان. ورغم أنها كانت السبب في نقص الوقود وفشل الحاضنات الموجودة، قامت إسرائيل باستعراض توصيل حاضنات جديدة إلى المستشفى، في حين أن المشكلة لم تكن في الحاضنات، بل في نقص الوقود، وهي مشكلة لم تتم معالجتها.
وفي العشرين من نوفمبر، ذكرت شبكة سي إن إن أن لقطات الفيديو "تشير إلى أنه ربما تمت إعادة ترتيب الأسلحة في مستشفى الشفاء"، مستشهدة بفيديو للجيش الإسرائيلي في الخامس عشر من نوفمبر يظهر بندقية أيه كيه-47 واحدة فقط خلف جهاز التصوير بالرنين المغناطيسي في المستشفى، مقارنة بمقاطع فيديو لاحقة من فوكس نيوز وبي بي سي تظهر بندقيتي أيه كيه-47 في نفس المكان. ورد جيش الاحتلال الإسرائيلي بأن الاختلاف كان بسبب "اكتشاف المزيد من الأسلحة والأصول الإرهابية على مدار اليوم... والاقتراحات بأن جيش الاحتلال الإسرائيلي يتلاعب بوسائل الإعلام غير صحيحة".
كما استنتجت هيئة الإذاعة البريطانية أن عدد البنادق خلف جهاز التصوير بالرنين المغناطيسي قد تضاعف في مقاطع الفيديو المنفصلة، ووجدت أيضًا أن فيديو جيش الاحتلال الإسرائيلي تم تزييفه، على الرغم من ادعاء جيش الاحتلال الإسرائيلي بأنه غير معدل.
وبعد نشر إسرائيل لأدلة فيديو في 22 نوفمبر، خلصت وكالة "أسوشيتد برس" وصحيفة "نيويورك تايمز"  وصحيفة "وول ستريت جورنال" وصحيفة "الغارديان" وقناة "سكاي نيوز" ومنظمة العفو الدولية، إلى أن هذا لا يشكل دليلًا كافيًا لإثبات استخدام حماس للمستشفى كمركز قيادة. في المقابل، ذكرت صحيفة هآرتس أن "أنفاق حماس التي تمر عبر قلب المجمع" تثبت أن حماس استخدمت المستشفى لأغراض عسكرية.

## حصار مارس 2024

### 18 مارس
في فجر يوم الاثنين الموافق 18 مارس 2024، وتحديدًا في تمام الساعة 2:30 صباحًا،  باشرت قوات الاحتلال الإسرائيلي ما وصفته بـ "عملية دقيقة في منطقة مستشفى الشفاء لإحباط نشاط حماس". في المقابل، صرحت وزارة الصحة الفلسطينية في قطاع غزة بأن الغارة الإسرائيلية كانت "مجزرة ضد المرضى والجرحى والنازحين والعاملين الطبيين داخل مستشفى الشفاء". 
وذكر أحد الناجين من الحصار اللاحق أن المئات من العاملين في المستشفى قد تجمعوا هناك بالداخل لتلقي رواتبهم. وأشار إلى أن من بينهم أعضاء في فرق الدفاع المدني بغزة وقوة الشرطة وأجهزة الأمن الداخلي. 
أشارت تقارير الثامن عشر من مارس إلى وجود دبابات إسرائيلية في المنشأة، وذكر شهود عيان أن تبادلًا كثيفًا لإطلاق النار جرى حول المنطقة. وذكرت "فايننشال تايمز" أن "معارك بالأسلحة النارية" اندلعت حول المنشأة التي كانت تأوي آلاف الأشخاص، بينما كانت قوات الاحتلال الإسرائيلي تهدف إلى منع مقاتلي حماس من التجمع في شمال غزة. وذكرت وزارة الصحة أن 30,000 نازح كانوا يحتمون داخل المستشفى في بداية الغارة، وأن أي شخص "يحاول التحرك يتم استهدافه برصاص القناصة والطائرات الرباعية".  وأظهرت لقطات من سكاي نيوز أشخاصًا حول المستشفى في حالة من الكرب عقب الغارة. 
في بداية الأمر، صرح المتحدث باسم جيش الاحتلال الإسرائيلي دانيال هاغاري بأن القوات لم تطلب من المرضى إخلاء المستشفى.  إلا أن إسرائيل ألقت لاحقًا منشورات تأمر المستشفى بالإخلاء.  وفي مستهل الغارة، وصف الصحفي الفلسطيني وداع أبو السعود، الذي كان متواجدًا في الموقع، الوضع بأنه "كارثي" نتيجة تعرض المستشفى لنيران إسرائيلية كثيفة.  وقد أفاد صحفيو قناة الجزيرة بأن قوات الاحتلال الإسرائيلي فتحت النار داخل المستشفى.  في المقابل، ذكر جيش الاحتلال الإسرائيلي أنه تعرض لإطلاق نار عند دخوله المجمع، ونشر لقطات بطائرة مسيرة قال إنها تُظهر إطلاق النار على قواته. وقد اندلع حريق في أحد المباني.  وفي غضون دقائق من وصولهم، صرح ممثل لجيش الاحتلال الإسرائيلي بأنهم "اقتحموا الشفاء والجميع قيد الاعتقال".
أفاد الصحفي إسماعيل الغول، مراسل قناة الجزيرة الذي كان متواجدًا في مستشفى الشفاء أثناء الغارة، بأن الصحفيين قد جُرّدوا من ملابسهم، وأُجبروا على الاستلقاء على بطونهم، وعُصبت أعينهم، ثم استُجوبوا بعد مرور اثنتي عشرة ساعة.  وذكر شهود عيان أن الصحفيين تعرضوا للضرب قبل نقلهم إلى مكان غير معلوم.  كما أظهرت لقطات فيديو من الغارة الإسرائيلية قوات إسرائيلية وهي تقوم بتشغيل جرافة مدرعة في محيط المستشفى، وقد تم تجريف ساحة المستشفى بالكامل. 
تسببت الغارة في نزوح قسري للعائلات من الرمال (غزة) نحو وسط قطاع غزة. وذكر تيدروس أدهانوم غيبريسوس أن منظمة الصحة العالمية "قلقة للغاية" بشأن الغارة وذكر أن "المستشفيات لا ينبغي أن تكون ساحات قتال أبدًا". وتركت الغارات الجوية الإسرائيلية حول المستشفى السكان يبحثون عن ناجين بأيديهم العارية، حيث قال صبي صغير للصحفيين: "بالله عليكم، ليس لدي مكان أذهب إليه... قُتلت عائلتي بأكملها". 
صرح جيش الاحتلال الإسرائيلي أن فائق المبحوح، الذي وصفه بـ "رئيس مديرية العمليات في جهاز الأمن الداخلي التابع لحماس"، كان من بين القتلى خلال العملية. في المقابل، ذكر المكتب الإعلامي التابع لحركة حماس أن فائق المبحوح كان يتولى تنسيق عمليات إيصال المساعدات إلى شمال غزة بالتعاون مع الأمم المتحدة والعشائر المحلية. وخلال العملية ذاتها قُتل جنديان إسرائيليان.  كما أفاد دانيال هاغاري بأن قوات الاحتلال الإسرائيلي اعتقلت 200 شخص خلال غارة الثامن عشر من مارس. 

### 19 مارس
في الثامن عشر من مارس، شهد مستشفى الشفاء ومحيطه اشتباكات عنيفة جراء عملية عسكرية، أدت إلى خسائر بشرية في صفوف الطرفين، وفقًا لما أعلنته كل من حركة حماس وإسرائيل، كما أفادت صحيفة "نيويورك تايمز".  وقد أثارت هذه العملية العسكرية إدانات واسعة من مسؤولين في قطاع غزة، وأعادت إلى الأذهان التساؤلات حول مدى سيطرة إسرائيل الفعلية على شمال القطاع. وأشارت وكالة "أسوشيتد برس" إلى أن القتال العنيف اندلع بالقرب من المستشفى بين مقاتلي حماس وقوات الاحتلال الإسرائيلي المتمركزة في المناطق المجاورة، وقد دوّت أصداء الانفجارات في أرجاء المستشفى والأحياء المحيطة به.

### 20 مارس
وبحلول العشرين من مارس، كان الحصار الذي تفرضه قوات الاحتلال الإسرائيلي على مستشفى الشفاء لا يزال قائمًا، حيث استمرت العملية العسكرية ومنع المدنيين من مغادرة المستشفى. وفي ذلك اليوم، تباينت الروايات الرسمية الإسرائيلية والفلسطينية بشكل حاد. فقد أعلن جيش الاحتلال الإسرائيلي عن مقتل تسعين مسلحًا، في حين أفاد المكتب الإعلامي في غزة بأن جميع القتلى هم من المرضى والجرحى والنازحين، وأن ثلاثة عشر مريضًا قد توفوا نتيجة لنقص حاد في الأدوية والأكسجين والغذاء. وأشارت وكالة "رويترز" إلى أنها لم تتمكن من التحقق من صحة أي من الروايتين.
وفي ظل استمرار إطلاق النار، بقيت جثث القتلى الذين حاولوا الفرار من المستشفى ملقاة في الشوارع. وقامت قوات الاحتلال الإسرائيلي بعمليات تفتيش واسعة النطاق داخل المستشفى وفي محيطه. وفي سياق متصل، اعتقلت قوات الاحتلال الإسرائيلي الصحفي في قناة "الجزيرة"، محمود عليوة، داخل المستشفى. ووفقًا لشهادة الدكتور مادس جيلبرت، فقد احتُجز أفراد الطاقم الطبي وتُركوا في العراء لساعات، وتعرضوا لـ "تحقيقات مهينة"، كما أُطلق النار على صدر أحد الأطباء أثناء محاولته الامتثال لأوامر قوات الاحتلال الإسرائيلي. وأفاد أحد النازحين المتواجدين في المستشفى قائلاً: "أطلق الجنود النار على المبنى الذي كنا نختبئ فيه. طلبوا منا خلع ملابسنا والنزول إلى ساحة المستشفى." وأفادت شبكة "سي إن إن" بأن شهود عيان أكدوا رؤية صحفيين وعاملين في المجال الصحي الفلسطيني وقد عُصبت أعينهم وقُيدت أيديهم وجُرّدوا من ملابسهم الداخلية. وفي تعليق له على هذه الأحداث، صرح رئيس منظمة الصحة العالمية قائلاً: "أصبح الوصول إلى مستشفى الشفاء أمرًا مستحيلًا في الوقت الراهن، وهناك تقارير تفيد باحتجاز أفراد من الطاقم الطبي." كما مُنعت سيارات الإسعاف من الوصول إلى المستشفى لتقديم المساعدة للمحتاجين.
وأفاد جهاز الدفاع المدني في غزة بأنه عاجز عن الوصول إلى المرضى والجرحى بسبب الوضع الأمني المتدهور. وذكر ناجون من المداهمة أنهم جُردوا من ملابسهم، واحتُجزوا لساعات طويلة، وأُطلق عليهم النار على الرغم من حملهم أعلامًا بيضاء تدل على استسلامهم. وانتشر على نطاق واسع مقطع فيديو مؤثر للطفلة ساجا جنيد، البالغة من العمر أربع سنوات، يظهر إصابتها بحروق شديدة واضطرارها إلى الفرار من المستشفى إلى دير البلح، حيث ذكر صحفيون أنها لم تتناول الطعام منذ ثلاثة أيام.

### 21 مارس
وفي شهادة مؤثرة، ذكر رئيس قسم الجراحة في مستشفى الشفاء أنه بعد تجريد الأطباء من ملابسهم، قام جنود جيش الاحتلال الإسرائيلي بمسح وجوههم ضوئيًا، ثم تم اصطحابهم واحدًا تلو الآخر إلى مكان مجهول لـ "تحقيق مهين"، على حد وصفه. وأفاد أحد السكان القريبين من المستشفى قائلاً: "نسمع أصوات اشتباكات مستمرة، وإطلاق نار كثيف، وقصف مدفعي، وتفجيرات عنيفة، وتحليق الطائرات المسيرة والطائرات الحربية طوال النهار والليل، الأمر لا يطاق."  وفي المقابل، أعلن جيش الاحتلال الإسرائيلي أنه قام بإجلاء 220 مريضًا بالإضافة إلى معدات قسم الطوارئ إلى مبنى آخر داخل المجمع الطبي، مدعيًا أن "إرهابيين" تحصنوا بالقرب من قسم الطوارئ وأن هناك قتالًا مستمرًا في المنطقة. 
وفي تطور خطير، ذكر هاني محمود، وهو صحفي متواجد على الأرض، أن "جيش الاحتلال الإسرائيلي أصدر أوامر لجميع المتواجدين داخل المستشفى، بمن فيهم الطاقم الطبي والمرضى، بالإخلاء الفوري للمبنى، مهددًا بتفجير المرفق بأكمله في حال عدم الامتثال للأوامر."  وذكرت وسائل إعلام محلية أن قوات الاحتلال الإسرائيلي قامت بتفجير مبنى متخصص في تقديم الرعاية الصحية داخل المجمع الطبي، مما أثار مخاوف جدية بشأن مستقبل الرعاية الطبية في القطاع. وفي سياق متصل، أعلنت إسرائيل أنها نفذت 600 عملية اعتقال، من بينهم العشرات ممن وصفتهم بكبار قادة حماس وحركة الجهاد الإسلامي في فلسطين. 

### 22 مارس
أفاد الدكتور تيدروس أدهانوم غيبريسوس، المدير العام لمنظمة الصحة العالمية، أن الوضع في مجمع الشفاء الطبي "بلغ حدًا غير إنساني"؛ إذ يُحتجز قرابة مئتي شخص من الكوادر الطبية والمرضى داخل المبنى مع شحٍّ حاد في المياه والطعام، في حين يرقد المرضى المصابون بجروح خطيرة على الأرض.  وفي سياق متصل، أعربت لجنة حماية الصحفيين عن "قلقها العميق" حيال اعتقال الصحفيين من قِبل قوات الاحتلال الإسرائيلي، مطالبةً جيش الاحتلال الإسرائيلي بـ"إبداء شفافية كاملة فيما يخص الصحفيين المعتقلين، والامتناع عن أية محاولات لعرقلة عمل الصحفيين في مجمع الشفاء الطبي وفي جميع أنحاء قطاع غزة". 
هذا وقد أصدر جيش الاحتلال الإسرائيلي أوامر باستسلام جميع من تبقّى داخل المشفى المحاصر.  وأظهرت تسجيلات مصورة موثّقة قيام الجرافات الإسرائيلية بـ"إحداث خراب ودمار واسع النطاق" داخل مجمع المستشفى. وذكرت قناة الجزيرة أن "معارك ضارية" تدور "منذ أيام" في محيط المستشفى وداخله.  كما أفادت وزارة الصحة في غزة بأن قوات الاحتلال الإسرائيلي قصفت عدة مبانٍ داخل المجمع الطبي، وأحرقت قسم الأوعية الدموية.  وفي أعقاب شهادة مريض مسن لوكالة فرانس برس بأنه شاهد جنودًا إسرائيليين "يعتدون بالضرب على جميع الشبان ويعتقلونهم"، صرّح جيش الاحتلال الإسرائيلي بأنه سيقوم بـ"التحقيق في الحالات الاستثنائية التي تخرج عن السلوك المتوقع من جنود جيش الاحتلال الإسرائيلي". 

### 23 - 25 مارس
في الثالث والعشرين من مارس، أعلنت حركة حماس وحركة الجهاد الإسلامي انخراطهما في اشتباكات مسلحة مع جيش الاحتلال الإسرائيلي خارج مجمع الشفاء الطبي وفي المناطق المحيطة به، بينما نفت حركة حماس أي وجود لها داخل المستشفى. وذكرت وكالة رويترز أن قوات الاحتلال الإسرائيلي لا تزال تواصل عمليات التفتيش في المجمع، مدعيةً أن المستشفى متصل بشبكة أنفاق تستخدم كقاعدة للمسلحين الفلسطينيين.  وحتى الثالث والعشرين من مارس، أعلنت إسرائيل أنها قتلت ما يزيد على 170 مسلحًا داخل حرم المستشفى، في حين أكدت حركة حماس أن جميع القتلى كانوا إما من المرضى أو النازحين.  كما صرحت وزارة الصحة في غزة بأن خمسة مرضى جرحى محاصرون داخل المستشفى، وقد مضى عليهم ستة أيام دون الحصول على الماء أو الطعام أو الدواء. 
في 25 مارس أعلن جيش الاحتلال الإسرائيلي أنه قتل 170 شخصًا واعتقل ما يزيد على 800 آخرين.  وأفاد بأن وحدات الاستخبارات بدأت في استجواب بعض المعتقلين، وأن الذين لم يثبت انتماؤهم إلى أي جماعات مسلحة قد أُطلق سراحهم.  من جانبها، صرّحت منظمة أطباء بلا حدود بأن "الغارات الجوية الإسرائيلية المكثفة والقتال العنيف" "يعرّضان حياة المرضى والطواقم الطبية والمحاصرين في الداخل للخطر".  وذكر المكتب الإعلامي الحكومي في غزة أن خمسة من الكوادر الطبية قُتلوا على أيدي جنود إسرائيليين. 
وفي شهادته لوكالة أسوشيتد برس، أفاد جميل الأيوبي، وهو نازح كان يحتمي في المستشفى، بأنه شاهد دبابات إسرائيلية تدهس جثث أربعة أشخاص قُتلوا في الغارة.  في المقابل أدعى المتحدث باسم جيش الاحتلال الإسرائيلي دانيال حجاري بأن حركة حماس أطلقت قذائف هاون من غرفة الطوارئ وجناح الولادة في مجمع الشفاء، وألقت أيضًا متفجرات من جناح الحروق. 
ذكرت وزارة الصحة في غزة في 26 مارس أن الأشخاص في قسم الموارد البشرية بالمستشفى قد اعتُقلوا. 

### 27 - 28 مارس
وفي شهادة أدلى بها أحد السكان القاطنين على بُعد كيلومتر واحد من المستشفى، قال: "لا تتوقف الانفجارات على الإطلاق، ونرى أعمدة الدخان تتصاعد من الداخل. لا يجرؤ أحد على الحركة، حتى في الشوارع التي تبعد مئات الأمتار، بسبب انتشار القناصة الإسرائيليين على أسطح المباني." كما أظهرت لقطات مصورة موثقة عائلة تم إجلاؤها من منطقة قريبة من مجمع الشفاء، تقول: "رفعنا الراية البيضاء بينما كانت الدبابة بجوار منزلنا، لكنهم بدأوا بقصفنا." وفي سياق متصل، ذكر معاذ الكحلوت، وهو صحفي يقيم في شمال قطاع غزة، أن "المرضى والكوادر الطبية محاصرون في غرفة صغيرة داخل مبنى تنمية الموارد البشرية، وهو مكان غير مجهز على الإطلاق لتقديم الرعاية الطبية."
وفي الثامن والعشرين من مارس، ذكر المكتب الإعلامي في غزة أن المعلومات الأولية تشير إلى أن قوات الاحتلال الإسرائيلي قتلت 200 نازح داخل مجمع المستشفى.  كما أفاد جهاز الدفاع المدني في غزة بأن 65 من عناصره قُتلوا في محيط مجمع الشفاء.  وأشار هاني محمود، وهو صحفي من غزة، إلى أن "حيًا سكنيًا بأكمله بالقرب من المستشفى... دُمّر بالكامل وأصبح من المستحيل التعرف عليه." وذكرت وسائل إعلام محلية أن الصحفي محمد أبو سخيل قُتل على أيدي قوات الاحتلال الإسرائيلي في مجمع الشفاء. 

### 30 - 31 مارس
وذكر المكتب الإعلامي في غزة أن 400 شخص قُتلوا على يد قوات الاحتلال الإسرائيلي خلال المداهمات، واصفًا الهجوم بأنه جريمة حرب.  وأعلنت منظمة الصحة العالمية عن تأجيلها لمهمة مشتركة كانت مقررة إلى مجمع الشفاء، وذلك بعد رفض إسرائيل لثلاث بعثات مماثلة سابقًا إلى المستشفى.  كما أفادت وزارة الصحة في غزة بأن إسرائيل تمنع إجلاء المرضى من المجمع. 
وفي الحادي والثلاثين من مارس، أعلنت منظمة الصحة العالمية أن 21 مريضًا قد فارقوا الحياة منذ بدء الغارة الإسرائيلية على مجمع الشفاء.  من جانبه، صرّح جيش الاحتلال الإسرائيلي بأنه عثر على أسلحة مخبأة في وسائد المرضى وأسرّتهم في جناح الولادة بمجمع الشفاء، وكذلك في أسقف وجدران المستشفى. 

## الانسحاب
انسحبت قوات الاحتلال الإسرائيلي من المستشفى، تاركة إياه بنوافذ محطمة وجدران خرسانية متفحمة.  وأعلنت مصادر فلسطينية في الأول من أبريل أن جيش الاحتلال الإسرائيلي انسحب من مجمع الشفاء الطبي بمدينة غزة مخلفا مئات الشهداء ودمارًا واسعًا بعد أسبوعين من اقتحام المجمع وحصاره. وقالت مصادر أمنية فلسطينية لوكالة الأنباء الألمانية إن طواقم الدفاع المدني انتشلت ما يقارب 300 جثة حتى هذه اللحظة. وأوضحت أن جثث الشهداء كانت ملقاة في كل مكان من المستشفى في حين ظهرت على بعضها علامات التحلل. وقال الناطق باسم الدفاع المدني في غزة الرائد محمود بصل أن قوات الاحتلال الإسرائيلي أحرقت أقسام مستشفى الشفاء، ودمرت كل الأجهزة والمستلزمات الطبية فيه.
وقالت حركة حماس إنه بعد انسحاب جيش الاحتلال من مجمع الشفاء الطبي تم "اكتشاف آثار عمليات إعدام مروعة وجثامين لشهداء مقيدي الأيدي مدفونين أحياء".

## ما بعد الحصار
في الثاني من أبريل عام 2024، صرح متحدث باسم منظمة الصحة العالمية بأنهم كانوا على اتصال مباشر مع طاقم مستشفى الشفاء، وأن "المديرين أبلغونا بأن مستشفى الشفاء قد انتهى. لم يعد قادرًا على العمل بأي شكل من الأشكال كمستشفى." وفي الثالث من أبريل، ذكر تحديث عاجل صادر عن مكتب الأمم المتحدة لتنسيق الشؤون الإنسانية، نقلًا عن منظمة الصحة العالمية، أن "مستشفى الشفاء أصبح الآن في حالة خراب ولم يعد قادرًا على العمل كمستشفى." وفي الخامس من أبريل عام 2024، قامت بعثة بقيادة منظمة الصحة العالمية بزيارة ميدانية لمستشفى الشفاء لإجراء تقييم أولي لحجم الدمار الذي لحق بالمستشفى وتحديد الاحتياجات الأساسية بهدف توجيه الجهود المستقبلية لإعادة تأهيل المرفق. وقد خلص الفريق إلى أن معظم مباني المستشفى متضررة بشكل كبير أو مدمرة بالكامل، وأن معظم المعدات أصبحت غير صالحة للاستخدام أو تحولت إلى رماد نتيجة للحريق. ووجد الفريق أن المتفجرات والحرائق قد ألحقت أضرارًا جسيمة بمباني قسم الطوارئ، وقسم الجراحة، وجناح الولادة. وأكدت البعثة أن حجم الدمار الهائل الذي لحق بالمستشفى يجعله غير قابل للتشغيل، وأن استعادة الحد الأدنى من الوظائف في المدى القصير تبدو مهمة غير قابلة للتحقيق، وأن الأمر سيتطلب جهودًا مكثفة لتقييم الأرض وتطهيرها من الأجهزة العسكرية غير المنفجرة.
في السادس من أبريل 2024، نشرت الإذاعة الوطنية العامة تقريرًا مروعًا جاء فيه: "كانت الجثث تتحلل في فناء المستشفى الترابي، الذي كان يعج بالذخائر غير المنفجرة. كما أُطلق النار على آخرين وتُركوا ليموتوا في ممرات المستشفى، في حين تشوهت جثث آخرين وسُحقت بالدبابات خارج البوابات، وتحللت جثث أخرى في الشوارع الجانبية والمباني المحيطة." وذكرت الإذاعة الوطنية العامة أنه لا يوجد "وضوح" حتى الآن حول العدد الدقيق للقتلى من المدنيين أو المقاتلين. وفي سياق متصل، صرحت منظمة أطباء بلا حدود قائلة: "أكبر مستشفى في غزة أصبح الآن خارج الخدمة تمامًا. وبالنظر إلى حجم الدمار الهائل، فقد تُرك الناس في شمال غزة مع خيارات محدودة للغاية للحصول على الرعاية الصحية." ووفقًا لوكالة الأنباء والمعلومات الفلسطينية (وفا)، فقد عُثر على مئات الجثث لمدنيين داخل مستشفى الشفاء. وقالت إحدى الممرضات العاملات في المستشفى: "لقد ملأت رائحة الجثث المكان، كان الوضع لا يُطاق. ما حدث لنا لا يمكن وصفه بالكلمات." وأفادت موندوايس بأن "الجيش الإسرائيلي أطلق النار على المرضى وهم على أسرتهم"، بالإضافة إلى الأطباء و"المئات من الموظفين الحكوميين المدنيين."
أفاد مسؤول الدفاع المدني في غزة، معاذ الكحلوت، بأن الأبنية والمعدات الطبية في مجمع الشفاء الطبي "دُمرت تدميرًا كاملاً". ونقلت قناة الجزيرة الفضائية أن "الأبنية احترقت في جميع الأقسام، وتضرر هيكل المجمع من الداخل بشكل كبير".  وأكد مدير المستشفى قائلاً: "دُمرت جميع مباني مجمع الشفاء الطبي بالكامل وأُحرقت. لقد انتهى مجمع الشفاء الطبي إلى الأبد". وفي التاسع من أبريل، أفاد المتحدث باسم الدفاع المدني في غزة، محمود بصل، بأنه تم انتشال ما لا يقل عن 381 جثة داخل المجمع وحوله منذ الأول من أبريل، وذلك باستثناء الجثث المدفونة في أرض المستشفى. كما عُثر على مقبرة جماعية بالقرب من المستشفى. وفي الخامس عشر من أبريل، ذكرت فرق طبية أنها استخرجت 15 جثة من محيط المستشفى.  من جانبها، أعلنت قوات الاحتلال الإسرائيلي عن "اعتقال حوالي 500 مشتبه به ممّن ينتسبون إلى منظمات إرهابية وتصفية 200 إرهابي".

### الاتهامات

#### الاغتصاب
في الرابع والعشرين من مارس، نشرت قناة "الجزيرة" تقريرًا يستند إلى شهادة جميلة الحصي (أو الحسي) يتضمن ادعاءات حول اغتصاب وقتل نساء على يد قوات الاحتلال الإسرائيلي خلال غارة على مستشفى الشفاء. وقد نقلت وسائل إعلام أخرى، مثل "ميدل إيست آي" و"أخبار العالم المغربية" و"العربي الجديد"، بيان الحصي الذي يصف الوضع بأنه "منطقة حرب". وعلى إثر هذه التقارير، دعا المتحدث باسم وزارة الخارجية الإيرانية، ناصر كنعاني، إلى إرسال بعثة لتقصي الحقائق حول ادعاءات العنف الجنسي التي قيل إنها وقعت في مستشفى الشفاء.
في الخامس والعشرين من مارس، قامت قناة "الجزيرة" أولًا بحذف الفيديو الذي يتضمن تصريحات جميلة الحصي، ثم قامت بحذف المقال المكتوب. وكتب المدير السابق لقناة "الجزيرة" ياسر أبو هلالة على منصة إكس (تويتر سابقًا): "كشفت تحقيقات حركة حماس أن قصة اغتصاب النساء في مستشفى الشفاء كانت ملفقة وعارية عن الصحة". وذكر أبو هلالة أن الحصي "بررت مبالغتها وحديثها غير الصحيح بقولها إن الهدف كان إثارة حمية الأمة والأخوة الإسلامية."

#### الإعدامات
أفادت شبكة الجزيرة الإعلامية والمرصد الأورومتوسطي لحقوق الإنسان، وهي منظمة حقوقية مقرها جنيف، بأن الغارة الإسرائيلية "أسفرت عن مقتل ما يزيد عن 200 فلسطيني، غالبيتهم من المدنيين. وتشير الشهادات إلى أن العديد منهم قُتلوا عمدًا أو أُعدموا خارج نطاق القضاء بعد اعتقالهم." كما نقلت قناة الجزيرة الإنجليزية عن شهود عيان وصفهم لعمليات "إعدام" وقعت داخل مستشفى الشفاء. وذكر المرصد الأورومتوسطي لحقوق الإنسان أن ما لا يقل عن ثلاثة عشر طفلًا قُتلوا في المنطقة المتاخمة للمستشفى أو أثناء محاولتهم الفرار مع عائلاتهم من المنطقة. وأكدت المنظمة أن قوات الاحتلال الإسرائيلي أطلقت النار على هؤلاء الأطفال وأعدمتهم بدم بارد. وفي رد فعل على هذه التقارير، صرحت المتحدثة باسم البيت الأبيض، كارين جان بيير، بأن الولايات المتحدة لم تتحقق بعد من صحة اللقطات المصورة التي تتحدث عن عمليات إعدام في محيط مستشفى الشفاء، لكنها أكدت أن "هذه التقارير، إذا ثبتت صحتها، تبعث على القلق الشديد. ونحن على تواصل مع الحكومة الإسرائيلية للحصول على مزيد من المعلومات بشأن هذه الادعاءات." من جانبها، أفادت جمعية الهلال الأحمر الفلسطيني عن اندلاع حرائق في أقسام مختلفة من المستشفى، وأصدرت بيانًا قالت فيه: "وفقًا لشهادات شهود العيان والتقارير الرسمية، فقد أُعدم العديد من المدنيين، بمن فيهم الطاقم الطبي والأطباء والممرضات، على يد قوات الاحتلال الإسرائيلية بشكل متعمد ومباشر من قبل الجنود الإسرائيليين." 
وفي تطور مأساوي آخر، توفي الدكتور عدنان البرش، رئيس قسم جراحة العظام في مستشفى الشفاء، في التاسع عشر من أبريل أثناء احتجازه لدى مصلحة السجون الإسرائيلية. وقد اتهمت هيئة شؤون الأسرى والمحررين وجمعية الأسرى الفلسطينيين إسرائيل بتعذيب الدكتور البرش حتى الموت، بينما قال الدكتور غسان أبو ستة أن البرش قُتل ضربًا حتى الموت على يد حراس السجن. وفي رد فعل على هذه الاتهامات، صرح متحدث باسم مصلحة السجون الإسرائيلية لوكالة "رويترز" بأنهم سيجرون تحقيقًا في ملابسات وفاة الدكتور البرش.

### تصريحات
زعمت إسرائيل أن عمليتها العسكرية تهدف إلى تطهير مستشفى الشفاء من المسلحين الذين يتخذونه مقرًا لأنشطتهم.  في المقابل، وصف المكتب الإعلامي في غزة الغارة بأنها ترقى إلى جريمة حرب مكتملة الأركان.  وفي سياق متصل، ذكر المرصد الأورومتوسطي لحقوق الإنسان أنه جمع شهادات من شهود عيان تفيد بأن جيش الاحتلال الإسرائيلي استخدم شبانًا فلسطينيين كدروع بشرية، في انتهاك صارخ للقوانين الدولية.  كما أشارت قناة الجزيرة الإنجليزية إلى ورود تقارير متعددة تفيد بأن إسرائيل ارتكبت جرائم حرب "شنيعة" خلال فترة الحصار التي فرضتها على المستشفى.  من جانبها، نفت حركة حماس وجود أي عمليات عسكرية لها داخل مستشفى الشفاء. وأعلنت كتائب القسام، الجناح العسكري لحركة حماس، أن مقاتليها اشتبكوا مع قوات جيش الاحتلال الإسرائيلي في محيط المستشفى، ونشرت لقطات مصورة للقتال الدائر. كما نشرت حركة الجهاد الإسلامي في فلسطين لقطات تظهر مقاتليها وهم يتبادلون إطلاق النار مع قوات الاحتلال الإسرائيلي بالقرب من المستشفى. وعلى النقيض من هذه الروايات، نفى شهود عيان داخل المستشفى وفي محيطه رؤية أي مسلحين داخل المجمع الطبي.

## مقابر جماعية
في 14 نوفمبر 2023، أعلن المسؤولون في مستشفى الشفاء أنهم حتى ذلك التاريخ قد دفنوا 179 جثة في قبر جماعي في فناء المستشفى.  بعد أسبوع، دفن الفلسطينيون العشرات من الجثث غير المعروفة التي تم أخذها من مستشفى الشفاء والمستشفى الإندونيسي في قبر جماعي في خان يونس.
في أبريل 2024، قام العاملون في مجال الصحة في غزة بإخراج أولى الجثث من القبور الجماعية في مستشفى الشفاء في مدينة غزة، حيث، وفقًا لمتحدث باسم الدفاع المدني في غزة، تم العثور على ما لا يقل عن 381 جثة بعد انسحاب قوات الاحتلال الإسرائيلي، دون احتساب الأشخاص المدفونين داخل أراضي المستشفى.
أفاد مكتب المفوض السامي لحقوق الإنسان التابع للأمم المتحدة (OHCHR) أن "من بين المتوفين كان هناك أشخاص مسنون ونساء وجرحى، بينما وُجد آخرون مقيدون وعراة". 
في 8 مايو، أفاد مكتب الإعلام في غزة بأنه تم العثور على قبر جماعي ثالث في مستشفى الشفاء، حيث وُجدت بعض الجثث بدون رؤوس، مما أثار مخاوف بشأن جرائم حرب محتملة. 
في بيان، قال مدير مركز عمليات الطوارئ في غزة: "الجثث التي وجدناها كانت على أسرة في قسم الاستقبال والطوارئ، مما يعني أن إسرائيل دمرت القسم فوق رؤوس المرضى والمصابين – وقد دُفنوا أحياء". 

## ردود الفعل
أثارت هذه الأحداث إدانات واسعة. فقد أدانت الأمم المتحدة (بشتى هيئاتها) حصار المستشفيات في غزة، ودعت إلى اتخاذ وقف فوري للأعمال العسكرية ضد المنشآت الصحية.  وجددت منظمة الصحة العالمية والمفوضية السامية لحقوق الإنسان الدعوة لحماية المرضى والكوادر الصحية والصحة العامة في غزة.  كذلك نددت أطراف دولية مثل الاتحاد الأوروبي والمنظمات الحقوقية بالتصعيد تجاه المؤسسات الطبية. وعلى المستوى العربي، أعربت جهات حقوقية وشعبية (مثل المرصد الأورومتوسطي) عن إدانتها الشديدة للاعتداء على مجمع الشفاء. كما أكدت بيانات رسمية عربية ضرورة رفع الحصار والحفاظ على المناطق الطبية آمنة. وقد اعتُبر ما حدث في الشفاء مؤشّراً على اتساع الأزمة الإنسانية في غزة و”تمزق قلب” النظام الصحي فيها.

### حكومية
أعربت الصين عن قلقها البالغ إزاء الوضع المتردي في المستشفى، واصفةً إياه بأنه تجسيد للأزمة الإنسانية المتفاقمة في قطاع غزة. من جانبها، وصفت وزيرة الصحة الفلسطينية، مي الكيلة، الإجراءات الإسرائيلية بأنها "جريمة ضد الإنسانية".  في المقابل نفت إسرائيل هذه الاتهامات كالعادة، وأدعت زورًا أنها تبذل قصارى جهدها لحماية المدنيين، محمّلة حركة حماس مسؤولية تعريضهم للخطر من خلال منعهم من مغادرة مناطق القتال. 
وفي هذا السياق، شدد الرئيس الأمريكي، جو بايدن، على ضرورة "حماية" مستشفيات غزة. كما اتهم بايدن حركة حماس بارتكاب جريمة حرب بسبب ما يُزعم من وجود مقر قيادة لها تحت مستشفى الشفاء، مع ملاحظة مجلة ذا نيشن أن بايدن بدا "غير مكترث لضعف" "الدعاية الإسرائيلية السخيفة". 
من جهته، صرح رئيس الوزراء الكندي، جاستن ترودو، قائلاً: "حتى الحروب لها قواعد... أحث حكومة إسرائيل على ممارسة أقصى درجات ضبط النفس... العالم يشهد هذا، قتل النساء والأطفال والرضع. يجب أن يتوقف هذا." وأدان وزير الخارجية الأردني أيمن الصفدي الهجوم واصفًا إياه بأنه "انتهاك للقانون الإنساني الدولي، ولا سيما اتفاقية جنيف لعام 1949 المتعلقة بحماية المدنيين وقت الحرب". بدوره أكد وزير الخارجية القطري محمد بن عبد الرحمن آل ثاني، أن الحصار جريمة حرب وانتهاك صارخ للقوانين الدولية.  وأخيرًا أعربت وزارة الخارجية السعودية عن "إدانتها الشديدة لاقتحام قوات الاحتلال الإسرائيلي لمستشفى الشفاء في غزة". 

### أكاديمية
صرح الدكتور إتش. إيه. هيلير، الزميل في مؤسسة كارنيغي للسلام الدولي، بوجود "عجز كبير في الثقة" فيما يتعلق بالمعلومات الاستخباراتية الإسرائيلية، مؤكدًا أنه "لا ينبغي التعامل مع التصريحات الإسرائيلية باستخفاف".  من جانبه أشار الأستاذ سلطان بركات بجامعة حمد بن خليفة في قطر إلى عدم موثوقية المعلومات الأمريكية والإسرائيلية المتعلقة بغزة.  وبدوره رأى الأستاذ أسامة خليل بجامعة سيراكيوز في نيويورك أنه من غير المرجح وجود قاعدة لحماس في مستشفى الشفاء، بالنظر إلى أن المستشفى يُعد أحد أكثر الأماكن ازدحامًا في قطاع غزة. 

### وسائل الإعلام
أشار أنتوني لوينشتاين إلى "تاريخ إسرائيل الطويل في استهداف المرافق الطبية عمدًا في الضفة الغربية والقدس الشرقية وغزة"، مؤكدًا أن تصريحات جيش الاحتلال الإسرائيلي حول وجود منشآت عسكرية يجب "التعامل معها بقدر كبير من الشك".  ووصف المحلل الفلسطيني ثابت العامور الوضع بأنه "جنون، جنون مطلق... إنه مستشفى."  بدورها صرحت الصحفية في قناة "الجزيرة" حمدة صلحوت بأن إسرائيل لم تقدم "دليلًا قاطعًا أو إثباتًا" يدعم مزاعمها. 
وفي تصريح لافت، ذكر اللواء غيورا آيلاند، الرئيس السابق لمجلس الأمن القومي الإسرائيلي، أن استهداف المستشفى كان تكتيكًا يهدف إلى السيطرة على الرواية حول حماس، بدلًا من تحقيق هدف استراتيجي.  كما خلص تحليل أجرته صحيفة "واشنطن بوست" إلى أن الأدلة التي قدمتها إسرائيل "قاصرة" عن إثبات أن المستشفى كان مركزًا للقيادة والسيطرة.

### منظمات
في سياق الوضع المتردي، أكدت منظمة الصحة العالمية أن مستشفى الشفاء يعاني من انقطاع كامل للتيار الكهربائي، مما يعرض حياة المرضى، بمن فيهم الأطفال، لخطر الموت. وأشار المدير العام للمنظمة تيدروس أدهانوم غيبريسوس عبر وسائل التواصل الاجتماعي، إلى أن المستشفى يعاني من انقطاع المياه منذ ثلاثة أيام و"لم يعد يعمل كمستشفى".  كما أفادت منظمة أطباء بلا حدود بتعرض سيارة إسعاف تقل مرضى لهجوم بالقرب من المستشفى. ووصف متحدث باسم الحركة الدولية للصليب الأحمر والهلال الأحمر الوضع المأساوي قائلاً: "لا أستطيع حتى أن أتخيل... الذعر بين المرضى، والذعر بين الأطباء والممرضات. ما يمرون به هو حقًا شيء لا يصدق."
وفي تطور لافت، وقعت مجموعة من الأطباء الإسرائيليين، المعروفين باسم "أطباء من أجل حقوق الجنود الإسرائيليين"، بيانًا يدعو إلى قصف مستشفى الشفاء. وقد وقع على البيان علنًا العشرات من الأطباء الإسرائيليين وانتشر على نطاق واسع عبر مختلف منصات التواصل الاجتماعي. وبرر الأطباء دعوتهم بأن قصف مستشفى الشفاء يمثل "حقًا مشروعًا" لإسرائيل، زاعمين أنه بمثابة قاعدة لـ "الجماعات المسلحة الفلسطينية". في المقابل، أشارت أليس روتشيلد، مديرة منظمة "الصوت اليهودي من أجل السلام"، إلى افتقار إسرائيل للأدلة القاطعة التي تثبت وجود عمليات عسكرية في مستشفى الشفاء، قائلة: "المصادر الإسرائيلية لديها تاريخ طويل من عدم الدقة."

## الاعتبارات القانونية والأخلاقية

### القانون الإنساني الدولي والمرافق الطبية
أثار الهجوم على مجمع الشفاء الطبي مخاوف بالغة بموجب القانون الدولي الإنساني، لا سيما فيما يتعلق بالحماية القانونية للمرافق الطبية أثناء النزاعات المسلحة. يحظر القانون الدولي الإنساني الهجمات على الوحدات الطبية، معترفًا بدورها الحاسم في تقديم الرعاية للجرحى والمرضى. ووفقًا لتعليق اللجنة الدولية للصليب الأحمر لعام 1987، فبينما تُعتبر الهجمات على الأهداف العسكرية قانونية، يجب توخي الحذر لتجنب إلحاق الضرر بالمرافق الطبية، التي يجب أن تظل محمية ما لم تُستخدم لأغراض عسكرية تضر بالعدو.  يؤكد البروتوكول الإضافي الأول لاتفاقيات جنيف أن المنشأة تفقد حمايتها فقط إذا تم استخدامها بطريقة ضارة بالعدو، وتعريف "الضار" واسع، ويشمل أي محاولة لعرقلة العمليات العسكرية. علاوة على ذلك ينص القانون الدولي الإنساني على أن جميع الأطراف المشاركة في أي نزاع تتخذ الاحتياطات اللازمة لمنع إلحاق الضرر بالمدنيين، مؤكدًا أن إساءة استخدام العدو للأسلحة لا تعفي المهاجمين من التزاماتهم بموجب القانون الدولي الإنساني.

### الامتثال لمعايير حقوق الإنسان
بالإضافة إلى القانون الدولي الإنساني، يُعَدُّ الامتثال للمعايير الدولية لحقوق الإنسان أمرًا بالغ الأهمية لتقييم الآثار القانونية والأخلاقية لحصار مستشفى الشفاء. يجب أن تتقيَّد القيود المفروضة على حرية التعبير والحق في الحصول على الرعاية الطبية بمبادئ الشرعية والهدف المشروع والضرورة والتناسب. وخلال النزاعات، ينبغي تطبيق هذه الحقوق دون تمييز، بما يضمن عدم استهداف أي فئة بشكل غير عادل بناءً على جنسيتها أو عرقها أو رأيها السياسي. وقد أبدت هيئة الرقابة مخاوفها بشأن ممارسات "ميتا" في إدارة المحتوى في مناطق النزاع، مُشيرةً إلى أن الأخطاء قد تؤثر بشكل غير متناسب على فئات مُحدَّدة، بما في ذلك المستخدمون الفلسطينيون والمتحدثون بالعربية.

### الأزمة الإنسانية والوصول إلى الرعاية الصحية
لقد أدَّى الصراع المستمر إلى أزمة إنسانية حادة في غزة، ويتضح ذلك من خلال عدد الهجمات التي طالت المرافق الصحية. وقد وقعت هجمات مُوَثَّقة عديدة، مما أسفر عن وفيات بين العاملين في مجال الرعاية الصحية وتدمير البنية التحتية الطبية الحيوية. وأفادت منظمة الصحة العالمية بوقوع أكثر من 900 هجوم على مرافق الرعاية الصحية، مما أثَّر بشكل كبير على قدرة مقدمي الخدمات الطبية على العمل بفعالية والاستجابة لاحتياجات المصابين. يُعدّ مُجمَّع الشفاء الطبي، كغيره من مؤسسات الرعاية الصحية، بالغ الأهمية لتقديم الرعاية في ظل هذه الظروف العصيبة. وتُعدّ الحماية القانونية الممنوحة لهذه المرافق حيويةً لصون الحقوق الصحية للمدنيين في خضم النزاع المسلح، وقد تُشكِّل انتهاكاتها جرائم حرب بموجب نظام روما الأساسي للمحكمة الجنائية الدولية. إن تعقيد هذه الأطر القانونية يُسلط الضوء على الحاجة المُلِحَّة إلى المساءلة والالتزام بالمبادئ الإنسانية أثناء الحصار وما بعده.

## مقالات ودراسات متعلقة
- "تدمير القطاع الصحي في قطاع غزة". مؤسسة الدراسات الفلسطينية. مؤرشف من الأصل في 2025-02-10. اطلع عليه بتاريخ 2025-05-22.
  - "The Destruction of the Health Sector in the Gaza Strip". Institute for Palestine Studies (بالإنجليزية). Archived from the original on 2025-02-26. Retrieved 2025-05-22.
- "Al-Shifa Hospital Under Siege". Institute for Palestine Studies (بالإنجليزية). Archived from the original on 2025-02-18. Retrieved 2025-05-22.